# Sainte-Geneviève (Manche)
Pour les articles homonymes, voir Sainte-Geneviève.
Sainte-Geneviève est une commune française, située dans le département de la Manche en région Normandie, peuplée de 309 habitants.

## Géographie
| Tocqueville | Tocqueville      | Gatteville-le-Phare |
| Valcanville | Sainte-Geneviève | Montfarville        |
| Valcanville | Valcanville      | Valcanville         |

### Hydrographie
La commune est située dans le bassin Seine-Normandie. Elle est drainée par le ruisseau de Cliquempoix et le fossé 01 de la Rue Doncanville,,.

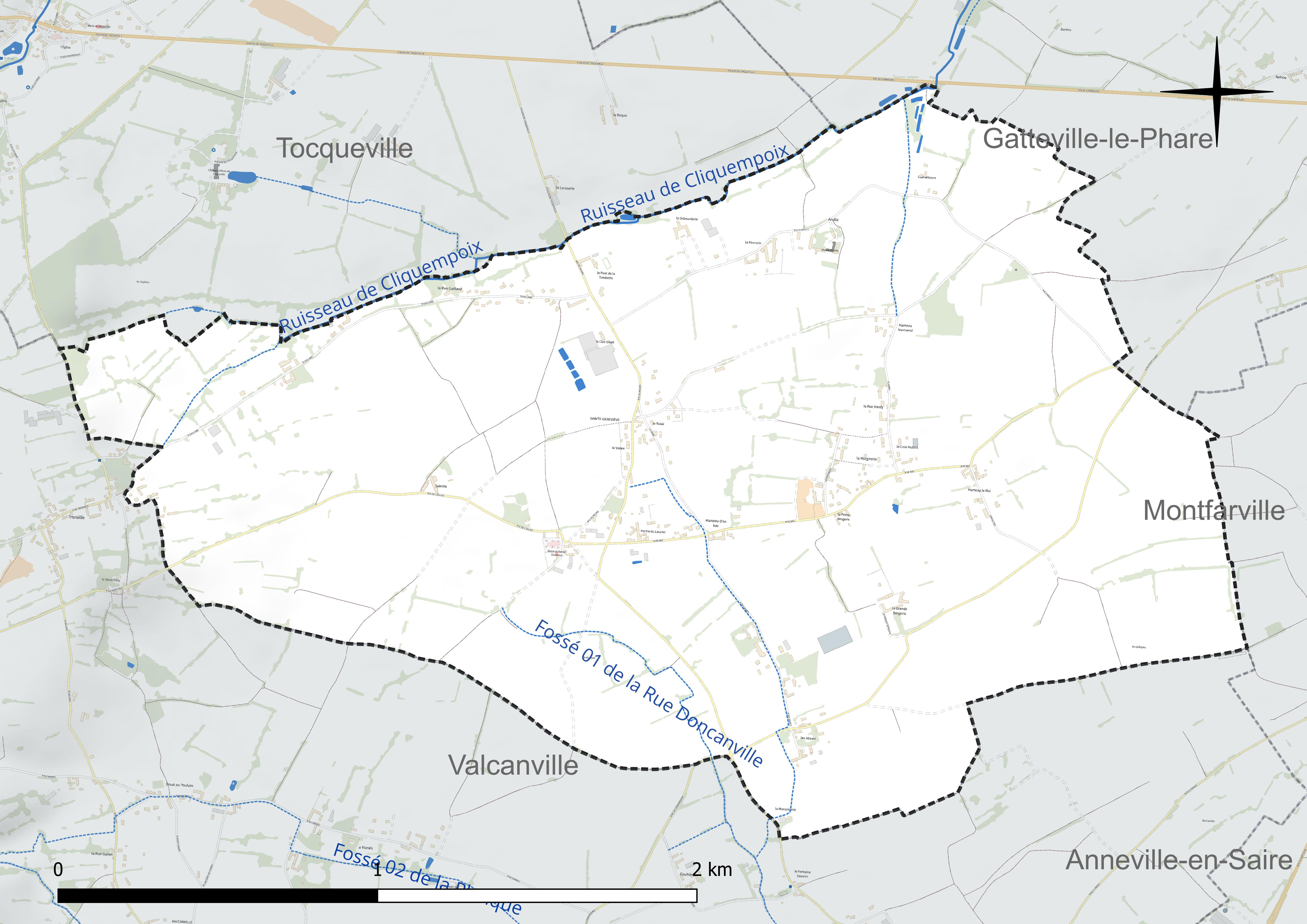
Réseau hydrographique de Sainte-Geneviève.

### Climat
Pour des articles plus généraux, voir Climat de la Normandie et Climat de la Manche.
En 2010, le climat de la commune est de type climat océanique franc, selon une étude du CNRS s'appuyant sur une série de données couvrant la période 1971-2000. En 2020, Météo-France publie une typologie des climats de la France métropolitaine dans laquelle la commune est exposée à un climat océanique et est dans la région climatique  Normandie (Cotentin, Orne), caractérisée par une pluviométrie relativement élevée (850 mm/a) et un été frais (15,5 °C) et venté. Parallèlement le GIEC normand, un groupe régional d’experts sur le climat, différencie quant à lui, dans une étude de 2020, trois grands types de climats pour la région Normandie, nuancés à une échelle plus fine par les facteurs géographiques locaux. La commune est, selon ce zonage, exposée à un « climat maritime », correspondant au Cotentin et à l'ouest du département de la Manche, frais, humide et pluvieux, où les contrastes pluviométrique et thermique sont parfois très prononcés en quelques kilomètres quand le relief est marqué.
Pour la période 1971-2000, la température annuelle moyenne est de 11 °C, avec une amplitude thermique annuelle de 10,8 °C. Le cumul annuel moyen de précipitations est de 981 mm, avec 13,9 jours de précipitations en janvier et 6,6 jours en juillet. Pour la période 1991-2020, la température moyenne annuelle observée sur la station météorologique la plus proche, située sur la commune de Gatteville-le-Phare à 4 km à vol d'oiseau, est de 11,6 °C et le cumul annuel moyen de précipitations est de 866,7 mm,. Pour l'avenir, les paramètres climatiques de la commune estimés pour 2050 selon différents scénarios d’émission de gaz à effet de serre sont consultables sur un site dédié publié par Météo-France en novembre 2022.

## Urbanisme

### Typologie
Au 1er janvier 2024, Sainte-Geneviève est catégorisée commune rurale à habitat dispersé, selon la nouvelle grille communale de densité à sept niveaux définie par l'Insee en 2022.
Elle est située hors unité urbaine. Par ailleurs la commune fait partie de l'aire d'attraction de Cherbourg-en-Cotentin, dont elle est une commune de la couronne,. Cette aire, qui regroupe 77 communes, est catégorisée dans les aires de 50 000 à moins de 200 000 habitants,.

### Occupation des sols
L'occupation des sols de la commune, telle qu'elle ressort de la base de données européenne d’occupation biophysique des sols Corine Land Cover (CLC), est marquée par l'importance des territoires agricoles (100 % en 2018), une proportion identique à celle de 1990 (100 %). La répartition détaillée en 2018 est la suivante : terres arables (91,1 %), prairies (8,9 %). L'évolution de l’occupation des sols de la commune et de ses infrastructures peut être observée sur les différentes représentations cartographiques du territoire : la carte de Cassini (XVIIIe siècle), la carte d'état-major (1820-1866) et les cartes ou photos aériennes de l'IGN pour la période actuelle (1950 à aujourd'hui).

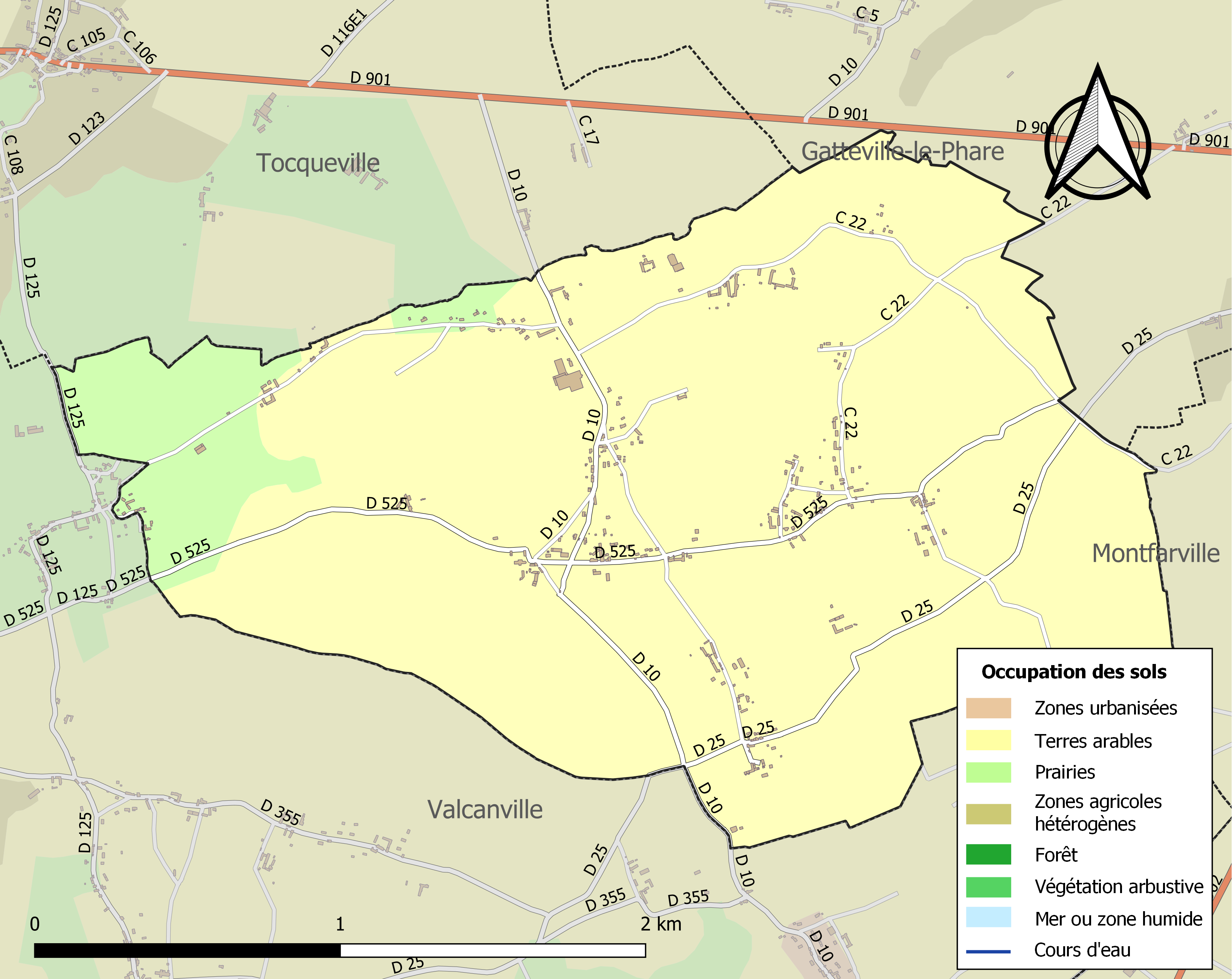
Carte des infrastructures et de l'occupation des sols de la commune en 2018 (CLC).

## Toponymie
Arravilla au XIIe siècle devient Arravilla cum ecclesia Sancta Genovefe, c'est-à-dire Arreville avec l'église Sainte-Geneviève à partir du XIIIe siècle puis en 1220 Sancta Genofeva.
Le vocable, Sainte Geneviève, de l'église paroissiale l'a emporté au XIIIe siècle sur Arreville, conservé de nos jours par le hameau d'Arville.
Le gentilé est Génovéfains.

## Histoire
Osbert Vasteville (XIe siècle), seigneur de Sainte-Geneviève qui habitait à la Vastevillerie, aujourd'hui disparue, était parent du duc Guillaume et mit à la disposition de ce dernier quinze navires équipés pour traverser la Manche lors de la conquête normande de l'Angleterre en 1066.
Le village a été en grande partie la possession de l'abbaye du Vœu à Cherbourg qui percevait les deux tiers de la dîme qui lui avait été donné en 1219, par l'évêque de Coutances. L'abbé du Vœu était baron de Sainte-Geneviève, ainsi que de Neuville et de Cherbourg.

## Politique et administration
| Période                                                                                       | Période   | Identité                       | Étiquette | Qualité                    |
| --------------------------------------------------------------------------------------------- | --------- | ------------------------------ | --------- | -------------------------- |
| 1790                                                                                          |           | Jean-Pierre Pesnelle           |           |                            |
|                                                                                               | 1793      | Bon Gaillard                   |           | Agent municipal            |
| 1793                                                                                          |           | Jean-Pierre Pesnelle           |           |                            |
|                                                                                               | 1798      | Bon Gaillard                   |           |                            |
| 1798                                                                                          | 1800      | Jean-Pierre Pesnelle           |           |                            |
| 1800                                                                                          | 1805      | André Langlois                 |           |                            |
| 1805                                                                                          | 1822      | Jean-Pierre Pesnelle           |           |                            |
| 1822                                                                                          | 1831      | Pierre François Marin Langlois |           |                            |
| 1831                                                                                          | 1835      | Octave Pesnelle                |           |                            |
| 1835                                                                                          | 1840      | Pierre Marois                  |           |                            |
| 1840                                                                                          | 1873      | Jean-Baptiste Marois           |           |                            |
| 1874                                                                                          | 1912      | André Marie Langlois           |           |                            |
| 1912                                                                                          | 1919      | Jules Cord'homme               |           |                            |
| 1919                                                                                          | 1923      | Étienne Marois                 |           |                            |
| 1923                                                                                          | 1926      | Bienaimé Hamel                 |           |                            |
| 1926                                                                                          | 1929      | Louis Houivet                  |           |                            |
| 1929                                                                                          | 1932      | François Joly                  |           |                            |
| 1932                                                                                          | 1945      | Jean Marois                    |           |                            |
| 1945                                                                                          | 1954      | Maurice de Brix                |           |                            |
| 1954                                                                                          | 1983      | Paul Hamel                     |           |                            |
| 1983                                                                                          | 2000      | Michel Houllegatte             |           |                            |
| 2000                                                                                          | mars 2001 | Michel Lerévérend              | SE        | Retraité                   |
| mars 2001                                                                                     | mars 2014 | Régine Gosselin                | SE        | Chef d'entreprise          |
| mars 2014                                                                                     | mai 2020  | Bernard Hamel                  | SE        | Retraité de l'agriculture  |
| mai 2020                                                                                      | En cours  | Gilbert Lepetit                | SE        | Agent de maîtrise retraité |
| Une partie des données est issue d'un liste établie par Jean Pouëssel et Pierre-Yves Jolivet. |           |                                |           |                            |

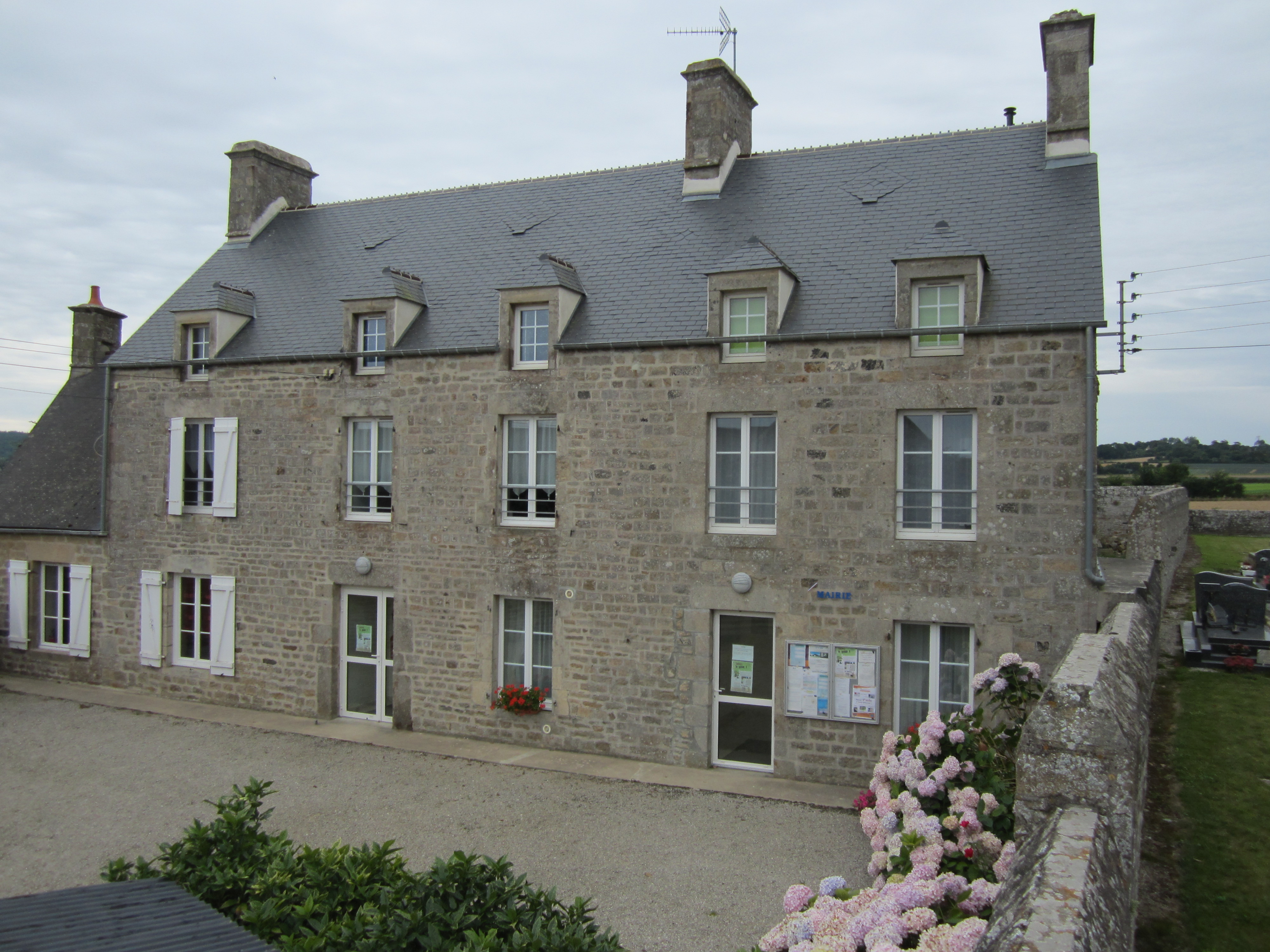
La mairie.

Le conseil municipal est composé de onze membres dont le maire et deux adjoints.

## Démographie
L'évolution du nombre d'habitants est connue à travers les recensements de la population effectués dans la commune depuis 1793. Pour les communes de moins de 10 000 habitants, une enquête de recensement portant sur toute la population est réalisée tous les cinq ans, les populations de référence des années intermédiaires étant quant à elles estimées par interpolation ou extrapolation. Pour la commune, le premier recensement exhaustif entrant dans le cadre du nouveau dispositif a été réalisé en 2004.
En 2022, la commune comptait 309 habitants, en évolution de −3,44 % par rapport à 2016 (Manche : −0,31 %, France hors Mayotte : +2,11 %).
| 1793 | 1800 | 1806 | 1821 | 1831 | 1836 | 1841 | 1846 | 1851 |
| ---- | ---- | ---- | ---- | ---- | ---- | ---- | ---- | ---- |
| 713  | 541  | 744  | 748  | 688  | 684  | 711  | 653  | 651  |

| 1856 | 1861 | 1866 | 1872 | 1876 | 1881 | 1886 | 1891 | 1896 |
| ---- | ---- | ---- | ---- | ---- | ---- | ---- | ---- | ---- |
| 627  | 605  | 607  | 567  | 545  | 491  | 462  | 450  | 408  |

| 1901 | 1906 | 1911 | 1921 | 1926 | 1931 | 1936 | 1946 | 1954 |
| ---- | ---- | ---- | ---- | ---- | ---- | ---- | ---- | ---- |
| 378  | 393  | 362  | 328  | 332  | 327  | 333  | 322  | 309  |

| 1962 | 1968 | 1975 | 1982 | 1990 | 1999 | 2004 | 2006 | 2009 |
| ---- | ---- | ---- | ---- | ---- | ---- | ---- | ---- | ---- |
| 296  | 291  | 286  | 296  | 256  | 293  | 320  | 329  | 310  |

| 2014 | 2019 | 2022 | - | - | - | - | - | - |
| ---- | ---- | ---- | - | - | - | - | - | - |
| 323  | 313  | 309  | - | - | - | - | - | - |

## Économie
Créée en 1970, l'entreprise Gosselin est spécialisée dans le conditionnement, l'expédition et l'exportation de légumes frais.

## Lieux et monuments

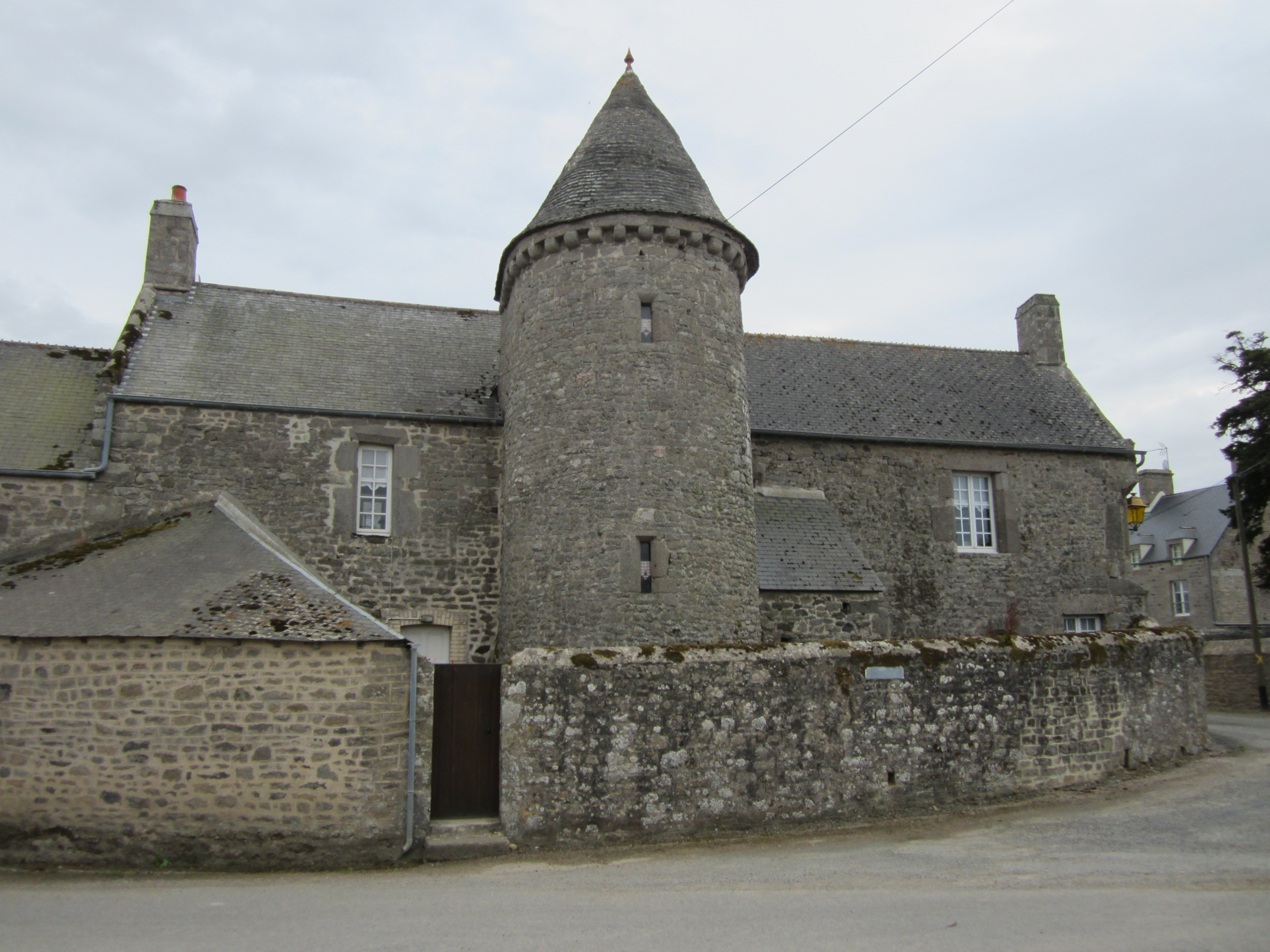
La ferme de l'Abbaye ou tour de la Baronnie.

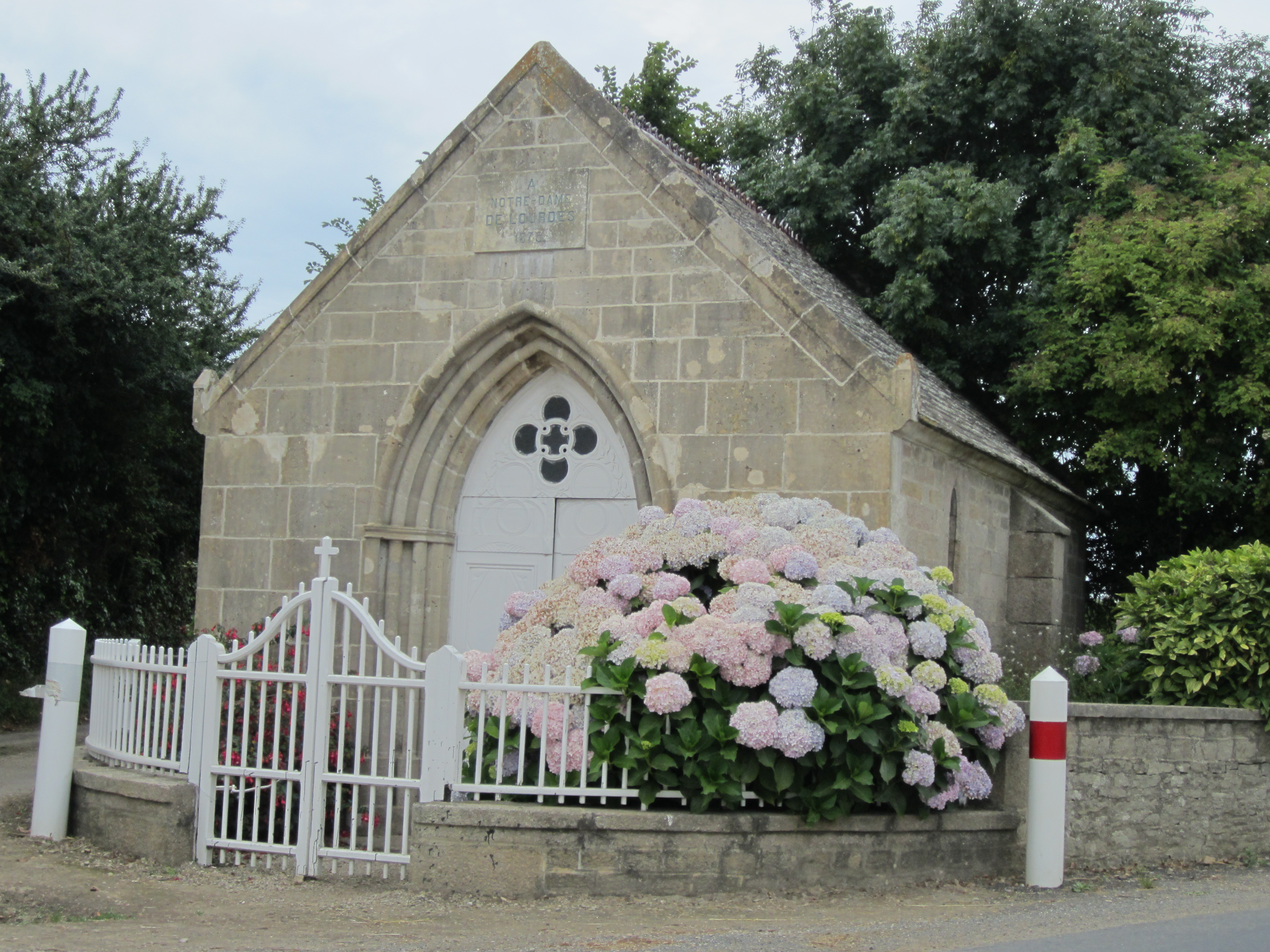
La chapelle Notre-Dame-de-Lourdes.

- Manoir d'Arville (XVe, XVIIe, XVIIIe – XIXe siècles) avec une belle tour d'angle, inscrit en 1981 au titre des monuments historiques[30].
- Ferme-manoir de la Févrerie des XVIIe et XVIIIe siècles avec un bel escalier extérieur[31]. Il est composé d'un grand corps de logis conte lequel est accolé une grande tour rectangulaire, dont la partie supérieure, côté cour, est percée de trous de boulins disposés régulièrement destinés à accueillir des pigeons, attestant du caractère noble de la maison[32].
- Manoir de la Dubosdière antérieur au XVIe siècle.
- Manoir des Mares, au sud du bourg. Construit en 1615 par la famille Dagier du Theil[33], et restauré vers 1930, il conserve des vestiges intéressants ainsi qu'une façade classique en pierres taillées. C'est un prêtre, Jean Dagier, qui le construisit pour son neveu[31]. Les Dagier furent anoblis en 1652[31]. Ils perdirent leurs fortunes à la Révolution. Le dernier de la branche, Amédée Dagier, était ouvrier au port de Granville en 1860[31].
- Manoir de la Dubourderie près de la rivière la Tombette. Demeure seigneuriale de la fin du XVIe siècle avec une porte double, charretière et piétonne, et une tour d'escalier octogonal en bel appareil en granit taillé, avec pigeonnier au sommet[31]. La tour de style gothique flamboyant qui rappelle le XVe siècle, comporte des éléments défensifs (meurtrières). Le logis est dominé par des cheminées rectangulaires et une de forme octogonale[34]. Le manoir fut érigé en 1595 par Nicolas Lefébure, receveur des tailles, anobli de fraîche date qui se fait alors construire une demeure en rapport avec son nouvel état. Il doit son nom à la famille de Lœuvre, sieurs du Bourg, qui l'occupaient en 1685. Cette famille ruinée à la Révolution, leurs descendants furent employés en tant qu'ouvriers à la filature du Vast[31].
- Manoir du Hameau Normand.
- Tour de la Baronnie du XVIe siècle, à côté de l'église, avec son porche d'entrée double, porte charretière et porte piétonne murée[35]. Ce petit édifice est flanqué d'une tour d'escalier cylindrique du XVIe avec modillons. La maison avec porte charretière, avec sur la droite un double regard, pourrait être le manoir de l'Abbaye que possédait l'abbaye du Vœu à Sainte-Geneviève « près du presbytère »[35].
- Tour d'Arreville (ancien moulin à vent sur la carte IGN ?), à 600 m du château. La tour cylindrique isolée, très remaniée, bâtie sur les traces d'une motte très abîmée (relevée par Frédéric Scuvée)[36].
- Ferme-manoir du Laurier du XVIIIe siècle.
- Ferme-manoir de la Fouquetière ou Fouquetterie du XVIIIe siècle, et ses lucarnes avec fronton semi-circulaire sous un toit à bâtière[31] où habitat la famille Pontus.
- Ferme Saint-Jouvin.
- La Moignerie.
- Le Hameau Le Roi.
- Ferme-manoir de la Grande Berquerie du XVIIIe siècle.
- Manoir de la Lucaserie.
- La Ruellerie, avec une belle façade du XVIIIe siècle.
- La Rue Hardy ; maison ancienne avec portes charretière et piétonne[31].
- La Rue Gaillard, avec plusieurs maisons intéressantes dont la ferme Saint-Jouvin.
- Puits en pierre.
- Église Sainte-Geneviève des XVe, XVIIIe – XIXe siècles, avec une tour de clocher carrée à balustrades et gargouilles du XVe siècle et tourelle d'angle carrée et fenêtres à linteaux[35]. Le chœur du XIIIe siècle a été refait au XVIIIe siècle. Le transept est du XVe. La nef actuelle a été construite en 1880 dans le style néogothique[34]. Le 2 juin 1935 , le conseil municipal prit la décision de raser la flèche du clocher couverte en schiste qui tombait en ruine[35]. L'église abrite une statue de sainte Geneviève, placée au-dessus du maître-autel, en pierre polychrome du XVIe mais qui reprend les canons du siècle précédent ainsi qu'un retable baroque, un calice du XVIIe de l'orfèvre Mathieu Dufeu classé au titre objet aux monuments historiques, un maître-autel du XVIIIe et autels latéraux du XIXe, une statue de saint Sulpice du XVe, la statue de Jean-Baptiste Michel Pontus (1763-1792), maître ès-arts de la Sorbonne, massacré à la Révolution, une verrière du XXe[17].
- Chapelles de la Rue Gaillard du XIXe siècle, et de Notre-Dame de Lourdes de 1875.
- Oratoire Notre-Dame du XIXe siècle.
- Calvaire du Vendy du XXe siècle.
- If funéraire du cimetière.
- Ancien presbytère occupé par la mairie.